# Popolari per l'Italia
Popolari per l'Italia (PpI) è un partito politico italiano di orientamento cristiano-democratico fondato nel 2014 dal senatore e già ministro della Difesa Mario Mauro.

## Storia
Dopo mesi di frizioni e le conseguenti dimissioni di Mario Monti da presidente di Scelta Civica il 17 ottobre 2013, un mese dopo, fra il 15 e il 16 novembre, l'assemblea di SC elegge nuovi dirigenti nazionali, ma subisce la scissione della minoranza popolare-democratica cristiana guidata dal ministro Mario Mauro, favorevole a una collaborazione con l'Unione di Centro e a un superamento di SC.
Il 15 novembre viene lanciato il manifesto per «un partito democratico, riformista ed europeista, in discontinuità con la stagione berlusconiana, profondamente alternativo alla sinistra, e degasperianamente alternativo alla destra» all'interno del Partito Popolare Europeo.
Il 23 novembre Mario Mauro, Lorenzo Dellai, Andrea Olivero e Lucio Romano celebrano al Teatro Quirino di Roma l'Assemblea Popolare per l'Italia insieme all'UDC.
Il 27 novembre il gruppo di Scelta Civica al Senato diventa Per l'Italia provocando il 9 dicembre la fuoriuscita dei senatori rimasti in SC, mentre alla Camera dei Deputati il 10 dicembre i popolari insieme agli eletti dell'UdC costituiscono il gruppo Per l'Italia. I due nuovi gruppi sono presieduti rispettivamente da Lucio Romano e Lorenzo Dellai.
I nuovi gruppi si collocano immediatamente nella maggioranza di governo a sostegno di Enrico Letta, nel cui governo i popolari annoverano Mario Mauro come ministro della Difesa e Mario Giro come sottosegretario agli Affari Esteri.
Il partito dei Popolari per l'Italia viene fondato ufficialmente il 28 gennaio 2014 e Mauro ne diventa il presidente Il consigliere regionale (Basilicata) avv. Aurelio Pace Coordinatore. Alla nuova formazione aderiscono dodici deputati, nove senatori e l'europarlamentare Potito Salatto.
L'8 febbraio 2014, durante il primo convegno, viene presentato ufficialmente il simbolo del nuovo partito in vista delle elezioni amministrative del 25 maggio.
Nel settembre del 2014 l'assemblea politica del Partito Popolare Europeo approva all'unanimità la richiesta di adesione del partito al PPE.
Nel febbraio 2015 il Comitato operativo provvisorio decide di avviare la campagna di tesseramento che porterà entro il 2015 alla celebrazione del primo Congresso nazionale.

### In Parlamento
Il partito vota la fiducia al governo Renzi, nel quale annovera il senatore Andrea Olivero come vice ministro all'Agricoltura e tre sottosegretari: Mario Giro agli Affari Esteri, il deputato Domenico Rossi alla Difesa e la senatrice Angela D'Onghia all'Istruzione.
Il 4 luglio 2014 la componente sociale di Lorenzo Dellai, composta da otto deputati e due senatori, ufficializza la sua decisione di costituire Democrazia Solidale. Ad essa prendono parte il vice ministro Andrea Olivero e il sottosegretario Mario Giro.
A novembre l'avvicinamento al centro-destra è ormai compiuto; i tre senatori Mario Mauro, Salvatore Di Maggio e Angela D'Onghia entrano nel gruppo Grandi Autonomie e Libertà.
In assenza di un analogo raggruppamento parlamentare alla Camera, i due deputati Mario Caruso e Domenico Rossi rimangono invece nel gruppo Per l'Italia.
In seguito all'approvazione della nuova legge elettorale i Popolari per l'Italia marcano ulteriormente le distanze dalla linea del governo. In occasione del voto sull'Italicum alla Camera i rappresentanti del partito non prendono parte alla seduta.

### Elezioni europee e amministrative 2014
In vista delle elezioni europee del 2014, inizialmente PpI e UdC presentano il simbolo di una lista comune. Successivamente l'UdC decide di aderire invece alla lista unica promossa dal Nuovo Centrodestra di Angelino Alfano, detta Nuovo Centrodestra - Unione di Centro, ed i popolari, a causa delle divisioni interne sull'ipotesi di aderire alla lista di Alfano, decidono infine di non aderire ufficialmente a nessuna lista, anche se nella lista NCD-UdC sono candidati quattro esponenti del partito: Pietro Sbaraini, Matteo Forte, Domenico Rossi e Tommaso Scotto.
Alle elezioni amministrative del 2014, i Popolari per l'Italia sono tra i protagonisti con la propria lista del successo di Dario De Luca, eletto sindaco di Potenza alla guida di una coalizione di centrodestra alternativa sia al centrosinistra guidato dal Partito Democratico, che al centrodestra ufficiale formato da Forza Italia e Nuovo Centrodestra.

### Elezioni regionali e amministrative 2015
Alle elezioni regionali del 2015 i Popolari per l'Italia presentano liste col proprio simbolo in Campania e in Puglia, a sostegno rispettivamente di  Stefano Caldoro (centro-destra) e di Michele Emiliano (centro-sinistra). Nella tornata elettorale delle amministrative i Popolari per l'Italia sono presenti inoltre in più di cinquanta comuni, tra i quali quattro capoluoghi – Macerata, Chieti, Agrigento e Matera. In Campania ottiene lo 0,76% e in Puglia lo 0,39%. In nessuna delle due regioni ottiene seggi.
Nelle Marche non presenta una propria lista, ma alcuni membri dei popolari sono candidati nella lista UdC - Popolari per le Marche, a sostegno del centrosinistra. Col 3,4% essa riesce ad ottenere un seggio, andato però ad un esponente dell'UdC.

### Uscita dalla maggioranza
Il 3 giugno 2015 i Popolari per l'Italia escono dalla maggioranza di governo. Questa decisione però non viene condivisa dalla senatrice e sottosegretario all'Istruzione Angela D'Onghia e dai deputati Mario Caruso e Domenico Rossi, quest'ultimo sottosegretario alla Difesa, che decidono di rimanere nel governo e di lasciare quindi il partito. Contestualmente, la corrente del partito più di sinistra guidata da Lorenzo Dellai costituisce l'associazione Democrazia Solidale rimanendo nel governo Renzi.
L'ultimo senatore rimanente oltre a Mauro, Tito Di Maggio, passa al neonato gruppo dei Conservatori e Riformisti guidato da Raffaele Fitto, mentre l'ultimo rappresentante dei Popolari per l'Italia in parlamento, il senatore Mario Mauro, rimane nel gruppo  Grandi Autonomie e Libertà.

### Comunali 2016
I Popolari per l'Italia si sono presentati nelle maggiori città italiane senza il proprio simbolo. A Roma la lista Federazione Popolare, a sostegno di Giorgia Meloni ed espressione del partito, ottiene solo lo 0,3%. A Milano, nella lista Milano Popolare, Matteo Forte dei Popolari è l'unico della lista ad essere eletto (ha ottenuto il 3,1%). A Napoli Enzo Rivellini, leader del partito in Campania, crea una lista a sostegno del forzista Lettieri che col 3,3% elegge un consigliere.

### In Parlamento
L'8 marzo 2017 il senatore Mario Mauro, unico esponente del partito presente in Parlamento, dopo un lungo periodo di riavvicinamento al centro-destra ed a Silvio Berlusconi, si iscrive al gruppo parlamentare di Forza Italia.

### Amministrative 2017
Alle elezioni amministrative dell'11 giugno 2017 i popolari si presentano alle elezioni comunali a Catanzaro, creando una lista comune col Nuovo CDU di Tassone, che ottiene il 4,9% e conquista due seggi al consiglio comunale.

### Elezioni regionali in Molise del 2018
Alle regionali in Molise del 2018 i Popolari per l'Italia si presentano col proprio simbolo all'interno della coalizione di centrodestra a sostegno di Donato Toma. Il partito col 7,1% entra in consiglio regionale con due rappresentanti.

### Elezioni del 2019
Alle elezioni europee del 2019 il partito si presenta in tutte le circoscrizioni, ottenendo uno 0,3% a livello nazionale. Delle liste fanno parte anche esponenti del Nuovo CDU.
In Molise arriva a sfiorare il 3%; nelle concomitanti elezioni comunali di Campobasso e Termoli il partito arriva rispettivamente al 15% (prima forza politica del centrodestra) e al 12%.
A Bari la candidata Irma Melini, ex forzista e civica ma vicina a Mario Mauro, ottiene lo 0,81%.

### Sviluppi successivi
Alle elezioni regionali in Molise del 2023 i Popolari per l'Italia ottengono il 6,8% nella vittoria di Francesco Roberti; Il vicepresidente del partito, Vincenzo Niro, è l'unico candidato della lista eletto al Consiglio regionale molisano ma non viene confermato come assessore.
Il 19 luglio 2023 viene costituita l’associazione Base Popolare; tra i fondatori ci sono Giuseppe De Mita, Gaetano Quagliariello, Mario Mauro, Francescomaria Tuccillo e Lorenzo Dellai. Nel 2024 Base Popolare viene lanciata ufficialmente come federazione di movimenti centristi, prevedendo la possibilità di doppio tesseramento. De Mita diventa coordinatore dell'associazione, mentre l'ex presidente delle Marche Gian Mario Spacca è nominato presidente. L'anno successivo l'associazione aderisce al Partito Popolare Europeo, ereditando il posto dei Popolari per l'Italia, con Mario Mauro nel ruolo di segretario internazionale.

## Controversie
Nel 2014, l'ex segretario del Partito Popolare Italiano, Pierluigi Castagnetti, ha diffidato Mario Mauro dall'utilizzo della sigla «PPI» e dell'aggettivo «popolari». L'acronimo è identico per entrambe le formazioni politiche e Castagnetti non vorrebbe che la sigla venisse «trascinata in polemiche e iniziative politiche che finirebbero (al di là delle migliori intenzioni di chi intendesse farne uso) oggettivamente per cambiarne il significato».

## Struttura

### Presidente
- Mario Mauro (dal 2014)

### Vicepresidente
- Potito Salatto (2014–2016)
- Isabella Poldrugo (dal 2014)
- Vincenzo Niro (dal 2014)